# College City, Arkansas
College City là một thành phố thuộc quận Lawrence, tiểu bang Arkansas, Hoa Kỳ. Năm 2010, dân số của thành phố này là 455 người.

## Dân số
- Dân số năm 2000: 269 người.
- Dân số năm 2010: 455 người.